# Adrian Djokić
Adrian Djokić (* 1997 in Neunkirchen, Niederösterreich) ist ein österreichischer Schauspieler.

## Leben
Adrian Djokić wuchs in Niederösterreich auf und ist rumänisch-serbischer Abstammung. Erste Erfahrungen auf der Bühne sammelte er zwischen 2015 und 2018 in mehreren Produktionen am Jungen Deutschen Theater Berlin, wo er Auftritte in den Kammerspielen und in der „Box“ hatte.
Von 2018 bis 2023 absolvierte er seine Schauspielausbildung an der Hochschule für Musik und Theater „Felix Mendelssohn Bartholdy“ in Leipzig. Im Rahmen seines Studiums war er ab Beginn der Spielzeit 2021/22 für zwei Jahre Mitglied des Schauspielstudios am Schauspiel Leipzig, wo er u. a. mit der Regisseurin Claudia Bauer sowie den Regisseuren Thomas Köck und Stephan Beer zusammenarbeitete. Im Januar 2023 gehörte er zum Ensemble der deutschsprachigen Erstaufführung des Theaterstücks Liv Strömquist denkt über sich nach von Liv Strömquist und Ada Berger.
Seit Mitte 2023 ist er als freischaffender Schauspieler sowie als Sprecher tätig. Von November 2023 bis Januar 2024 war er am Schauspiel Leipzig in Pia Richters Inszenierung von Romeo und Julia in den Rollen Romeo, Mercutio und Amme zu sehen. Im Sommer 2024 debütierte Djokić bei den Brüder-Grimm-Festspielen in Hanau in der Titelrolle von Der gestiefelte Kater und als Mercutio in Romeo und Julia. Er wurde mit dem Darstellerpreis der Brüder-Grimm-Festspiele 2024 ausgezeichnet und erhielt außerdem den Publikumspreis der Festspiele.
Adrian Djokić war auch in mehreren Kurzfilmen sowie in Fernsehproduktionen zu sehen. Im NDR-Tatort: Geisterfahrt (2024), dem 13. Fall von Kriminalhauptkommissarin Charlotte Lindholm, spielte Djokić den tatverdächtigen rumänischen Paketfahrer Ilie Balan.
Djokić lebt in Berlin und Leipzig.

## Filmografie (Auswahl)
- 2023: Wolfsland: Tote schlafen schlecht (Fernsehreihe)
- 2024: Tatort: Geisterfahrt (Fernsehreihe)

## Theater (Auswahl)
- 2021: Die Rättin nach dem Roman von Günter Grass, Rolle: Hänsel, Regie: Claudia Bauer, Schauspiel Leipzig
- 2022: Die lächerliche Finsternis von Wolfram Lotz, Regie: Jonas Fürstenau, Schauspiel Leipzig
- 2023: Liv Strömquist denkt über sich nach von Liv Strömquist und Ada Berger. Regie: Ellen Neuser, Schauspiel Leipzig
- 2023/24: Romeo und Julia von William Shakespeare, Rollen: Romeo, Mercutio, Amme; Regie: Pia Richter, Schauspiel Leipzig
- 2024: Der gestiefelte Kater nach den Gebrüdern Grimm, Titelrolle; Regie: Nina Pichler, Brüder-Grimm-Festspiele Hanau
- 2024: Romeo und Julia von William Shakespeare, Rolle: Mercutio; Regie: Frank-Lorenz Engel, Brüder-Grimm-Festspiele Hanau

## Auszeichnungen
- 2024: Darstellerpreis bei den Brüder-Grimm-Festspielen Hanau
- 2024: Publikumspreis bei den Brüder-Grimm-Festspielen Hanau